# David Rees (matemàtic)
David Rees   (Abergavenny, 29 de maig de 1918 - Exeter, 16 d'agost de 2013) va ser un matemàtic gal·lès.

## Vida i obra
Rees va ser escolaritzat a la seva vila natal de Abergavenny (comtat de Monmouthshire). El 1936 va ser admès en el Sydney Sussex College de la universitat de Cambridge, en el qual es va graduar en matemàtiques el 1939. A continuació va començar la recerca de postgrau treballant en la teoria dels semigrups, però l'esclat de la Segona Guerra Mundial va interrompre els seus estudis. El 1939 va ser incorporat pel seu mestre, Gordon Welchman, a Bletchley Park, el laboratori on es dedicaven a desxifrar els missatges alemanys, treballant al Hut 6 sota la direcció del propi Welchman. El 1944 va passar a la secció Newmanry en la qual es dissenyaven els ordinadors Colossus, sota la direcció de Max Newman. Acabada la guerra, Newman va ser nomenat catedràtic a la universitat de Manchester i va cridar al seu costat alguns dels col·laboradors que havia tingut a Bletchley Park, entre ells Rees, per treballar en el disseny d'ordinadors. Però Rees estava més interessat en les matemàtiques pures i el 1948 va marxar a la universitat de Cambridge per continuar les seves recerques en semigrups, tot i que progressivament es va anar interessant cada cop més en l'àlgebra commutativa. Aquest període a Cambridge va ser extraordinàriament fructífer i, el 1959, la universitat li va concedir el grau de doctor per la seva obra publicada, ja que no havia pogut fer la tesi per la guerra. El 1958 va ser nomenat cap del departament de matemàtiques pures a la universitat d'Exeter, en la qual va romandre fins a la seva jubilació el 1983. Malgrat la seva retirada, va continuar publicant importants treballs en els anys següents. Va morir a Exeter el 2013 i la seva esposa, Joan, va morir dues setmanes després d'ell.
Rees va publicar un llibre, Lectures on the Asymptotic Theory of Ideals (1989), fruit d'unes classes que va impartir el 1982 a la universitat de Nagoya. També va publicar una cinquantena d'articles científics en els camps esmentats dels semigrups i de l'àlgebra commutativa. Les seves aportacions més importants rauen en les valoracions dels ideals, en el lema d'Artin-Rees i en els anells de Rees.